# Разван Радулеску
Разван Радулеску (на румънски: Răzvan Rădulescu) е румънски сценарист и писател на произведения в жанра драма.

## Биография и творчество
Разван Радулеску е роден на 23 октомври 1969 г. в Букурещ, Румъния. Завършва френска и румънска филология във Факултета по литература на Букурещкия университет и катедра „Оперна режисура“ на Музикалната академия „Георге Дима“. В Букурещкия университет става член на литературния кръг „Университет“ ръководен от литературния критик и преподавател Мирча Мартин.
След дипломирането си, в периода 1991 – 1994 г. е редактор на списание „Central“. След това работи в списание „Litere“, ръководено от поета и прозаик Мирча Картареску. Бил е художествен ръководител на списание „Elle Romania“. Член е на Съюза на писателите на Румъния.
Прави литературния си дебют през 1995 г. с новелата „Închipuita existenţă a lui Raul Rizoiu“ (Въображаемото съществуване на Раул Ризою) в сборника „Tablou de familie“ (Семейна снимка) заедно с Михай Игнат, Сорин Гергу, Т. О. Бобе, Светлана Каръстеан и Цезар Пол-Бадеску.
Първият му роман „Viaţa şi faptele lui Ilie Cazane“ (Животът и вълненията на Илия Казане) е издаден през 1997 г. Книгата печели наградата на Съюза на писателите на Румъния за най-добър първи роман.
Вторият му роман „Теодосий Малкия“ е издаден през 2006 г. Романът представя със стилистична изтънченост темата за визията на едно дете, за детството, видяно през погледа на възрастен човек, за представянето на познати съвременни местности като Букурещ, Филиаш и Петрила, заедно с тези сътворени от въображението на детето – Гъбарник, Ягодова градина и Долината на ягъбите. През 2010 г. книгата получава наградата за литература на Европейския съюз.
Като сценарист си сътрудничи с няколко румънски режисьори, включително Кристи Пую, Кристиан Мунджиу, Калин Петер Нетцер и Раду Мунтян.
Разван Радулеску живее със семейството си в Букурещ.

## Произведения

### Самостоятелни романи и новели
- Închipuita existenţă a lui Raul Rizoiu (1995) – новела в „Tablou de familie“
- Viaţa şi faptele lui Ilie Cazane (1997)
- Teodosie cel Mic (2006) – награда за литература на Европейския съюз
Теодосий Малкия, изд.: „MAGA Welding“ (2012), прев. Василка Алексова

### Екранизации (сценарии и истории)
- 2001 Marfa și banii – с Кристи Пую
- 2003 Niki et Flo (Niki Ardelean, colonel în rezervă) – с Кристи Пую
- 2005 Смъртта на господин Лазареску, Moartea domnului Lăzărescu – с Кристи Пую
- 2006 Legături bolnăvicioase – сценарий за филма на Тудор Гюргиу
- 2006 Offset
- 2006 Hîrtia va fi albastrã – Алекс Бачиу и Раду Мунтян
- 2007 4 месеца, 3 седмици и 2 дни, 4 luni, 3 săptămâni şi 2 zile – консултант
- 2007 Der geköpfte Hahn
- 2008 Boogie – Алекс Бачиу и Раду Мунтян
- 2008 Călătoria lui Gruber – Алекс Бачиу
- 2009 Felicia, înainte de toate
- 2010 Marți, după Crăciun – Алекс Бачиу и Раду Мунтян
- 2010 Autobiografia lui Nicolae Ceaușescu
- 2010 Подслон, Podslon – с Мелиса де Рааф
- 2010 Principles of Life
- 2012 Die feinen Unterschiede
- 2013 Позиция на дете, Mère et Fils
- 2015 Un etaj mai jos
- 2016 Soy Nero
- 2018 Alice T.

### Филмография
- 2009 Фелиция, като за начало, Felicia, înainte de toate